# 하응철
하응철(河應澈, Ha Eungcheol 1638년 10월 7일 ~ 1708년 5월 20일)는 조선 후기의 문신이자, 유학자로 본관은 진양(晉陽), 아버지는 유학자 하도(河圖)이며 조부는 진양하씨 사직공파 사천조동 문중을 창문(創門)한 하태원(河太沅)이다. 증조부는 좌찬성 하경담 선생이다.

## 생애
하응철은 학문이 출중하고 인품이 고결하여 문중 지척은 물론, 지역 사림들로부터 존경을 받았다. 그는 진양하씨 사직공파 제22세손이자 사천조동 문중의 제3세 장손으로 문중 중흥에 기여한 인물이다. 벼슬은 인조조에 이어 숙종조에 종2품 당상관 가선대부에까지 이르렀다.

## 가계

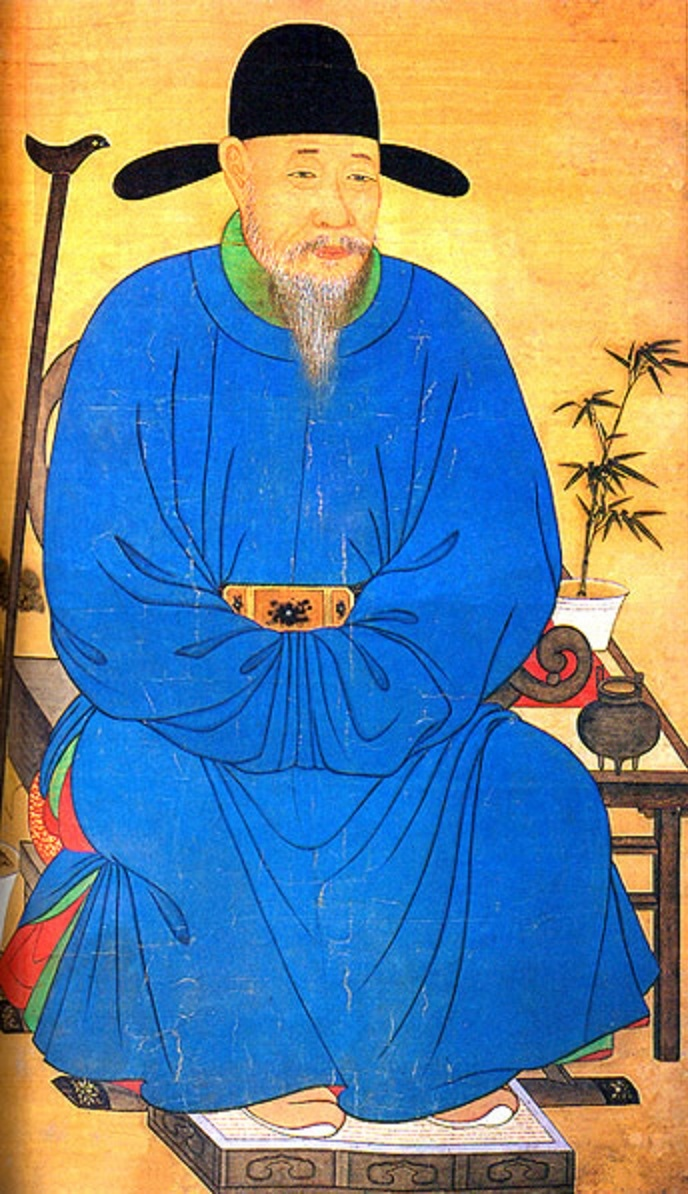
직계선조인 하연선생

- 증조부 : 하경담(河慶淡), (증좌찬성)
  - 조부 : 하태원(河太沅, 진양하씨사직공파 사천조동 문중 創門)
    - 아버지 : 하도(河圖), (유학자)
      - 장자 : 하만석(河萬錫, 가선대부 지중추부사)
      - 자부 : 정부인 전주이씨
        - 손자 : 하유서(유학자)
        - 손부 : 경주최씨

#### 직계 후손
- 하장수(8세손, 서예가, 사회운동가)
- 하재세(9세손, 유학자, 교육자)
- 하승무(11세손, 역사신학자, 시인)[2][3][4]

## 참고 자료
- 晉陽河氏大同譜(乾隆丙子譜,1756년)
- 晉陽河氏大同譜(乾隆壬辰譜,1772년)
- 晉陽河氏大同譜(乾隆乙酉譜,1789년)
- 晉陽河氏大同譜(道光戊子譜,1828년)
- 晉陽河氏大同譜(咸豐丁巳譜,1857년)
- 晉陽河氏大同譜(戊午譜,1858년)
- 晉陽河氏大同譜(庚辰譜,1880년)
- 晉陽河氏大同譜(庚子譜,1900년)
- 晉陽河氏大同譜(甲寅譜,1914년)
- 晉陽河氏大同譜(丁巳譜,1917년)
- 晉陽河氏大同譜(甲子譜,1924년)
- 晉陽河氏大同譜(戊辰譜,1928년)
- 晉陽河氏大同譜(壬辰譜,1952년)
- 晉陽河氏大同譜(乙未譜,1955년)
- 晉陽河氏大同譜(丁酉譜,1957년)
- 晉陽河氏大同譜(庚子譜,1960년)
- 晉陽河氏大同譜(乙酉譜,1969년)
- 晉陽河氏大同譜(甲子譜,1984년)
- 晉陽河氏大同譜(庚辰譜,2000년, 인제대학교 족보도서관 전자판)
- 하승무의 晉陽河氏 家門人物硏究(2015년)